# 曹濮道
曹濮道（そうほく-どう）は中華民国北京政府により設置された山東省の道。

## 沿革
1915年（民国4年）10月に設置、道尹は菏沢県に設置され、下部に菏沢、曹県、単県、城武、定陶、巨野、鄆城、濮県、観城、朝城、范県の11県を管轄した。1928年（民国17年）5月に廃止されている。

## 行政区画
廃止直前の下部行政区画は下記の通り。（50音順）
- 鄆城県
- 菏沢県
- 観城県
- 巨野県
- 城武県
- 単県
- 曹県
- 朝城県
- 定陶県
- 范県
- 濮県